# Carrie Nugent
Carolyn Rosemary Nugent, plus communément nommée Carrie Nugent, née en 1984, est professeure assistante de physique informatique et de planétologie à l'Olin College. Elle est également une communicatrice scientifique populaire et est un membre senior de TED. L'astéroïde (8801) Nugent porte son nom.

## Petite enfance et éducation
Carrie Nugent a étudié au lycée Mira Costa et a obtenu son diplôme en 2002. Elle a obtenu un diplôme de premier cycle en physique. Elle a étudié la géophysique à l'Université de Californie à Los Angeles et a obtenu son doctorat en 2013. Elle était supervisée par Jean-Luc Margot et a travaillé sur l'effet Yarkovsky. Elle a été boursière du Centre d'analyse et de traitement infrarouge (IAPC) à partir de 2015. Elle a travaillé au Summer App Space, un lieu d'apprentissage basé à Los Angeles permettant aux personnes d'apprendre la programmation tout en travaillant sur des projets spatiaux.

## Recherche et carrière
Carrie Nugent a travaillé avec NEOWISE, la partie objets proches de la Terre du Wide-field Infrared Survey Explorer de la NASA,. Elle faisait partie des équipes de détection d'astéroïdes avec la Near-Earth Object Camera. Pour cela, Carrie Nugent a reçu le prix d'excellence de groupe de la NASA. Elle pense que les impacts d'astéroïdes sont la seule catastrophe naturelle que nous puissions éviter. En 2015, elle a nommé l'astéroïde (316201) d'après Malala Yousafzai.
Carrie Nugent a rejoint la faculté du Collège d'Olin en tant que professeur adjoint de physique informatique et de planétologie en 2018,. Elle travaille sur la détection des astéroïdes et se concentre sur l'identification des astéroïdes qui pourraient constituer une menace pour la Terre.

### Engagement public
Carrie Nugent a été récompensée par le prix de l'AAAS pour la liberté et la responsabilité scientifiques des médias, en 2008. Elle a été sélectionnée comme boursière TED en 2016. Carrie Nugent a présenté une conférence TED intitulée Adventures of an asteroid hunter (Aventures d'un chasseur d'astéroïdes) en 2016. Après sa conférence TED, Carrie Nugent a écrit le livre Asteroid Hunters avec Simon & Schuster,. Sa présentation a également été utilisée dans une vidéo de TED-Ed. Dans son temps libre, elle produit le podcast SpacePod. Le podcast comprend de courts épisodes (15 minutes) présentant des conversations détendues avec des explorateurs de l'espace. Elle est l'un des experts de la Planetary Society. Elle est membre de l'International asset recovery. Une question sur la recherche de Nugent a déjà été incluse dans Jeopardy!.

### Prix et distinctions
- 2012 : Temple de la renommée des anciens du lycée Mira Costa[1]
- 2012 : Prix d'excellence de groupe de la NASA pour l'équipe de NEOWISE
- 2013 : l'astéroïde (8801) Nugent est nommé en son honneur[25]
- 2018 : TED Senior Fellow[26]
- 2019 : Médaille Carl-Sagan[12],[27]

### Livres
Carrie Nugent, Asteroid Hunters, Simon & Schuster Ltd, 2017, 128 p. (ISBN 978-1-4711-6239-8)